# Cafestol
Cafestol là một phân tử diterpenoid có trong hạt cà phê. Đây là một trong những hợp chất có thể chịu trách nhiệm cho các tác dụng sinh học và dược lý của cà phê.